# Maître de Robert Gaguin
Le Maître de Robert Gaguin est un maître anonyme enlumineur actif à Paris des années 1485 à 1500. Il doit son nom à un commentaire de la Guerre des Gaules de Jules César qu'il a décoré pour l'humaniste Robert Gaguin. Il appartient au cercle du Maître de Jacques de Besançon.

## Éléments biographiques et stylistiques
Son style est très proche de celui du Maître de Jacques de Besançon, avec qui il a collaboré et dont il semble avoir été l'élève. Son style est toutefois un peu plus moderne que celui de son maître. Il est aussi apparenté au style de Jean Colombe ou aux enlumineurs rouennais de son époque. Il collabore à plusieurs reprises avec l'éditeur Antoine Vérard pour lequel il réalise le dessin d'une trentaine de gravures et enlumine plusieurs exemplaires imprimés.

## Œuvres attribuées au Maître

### Manuscrits

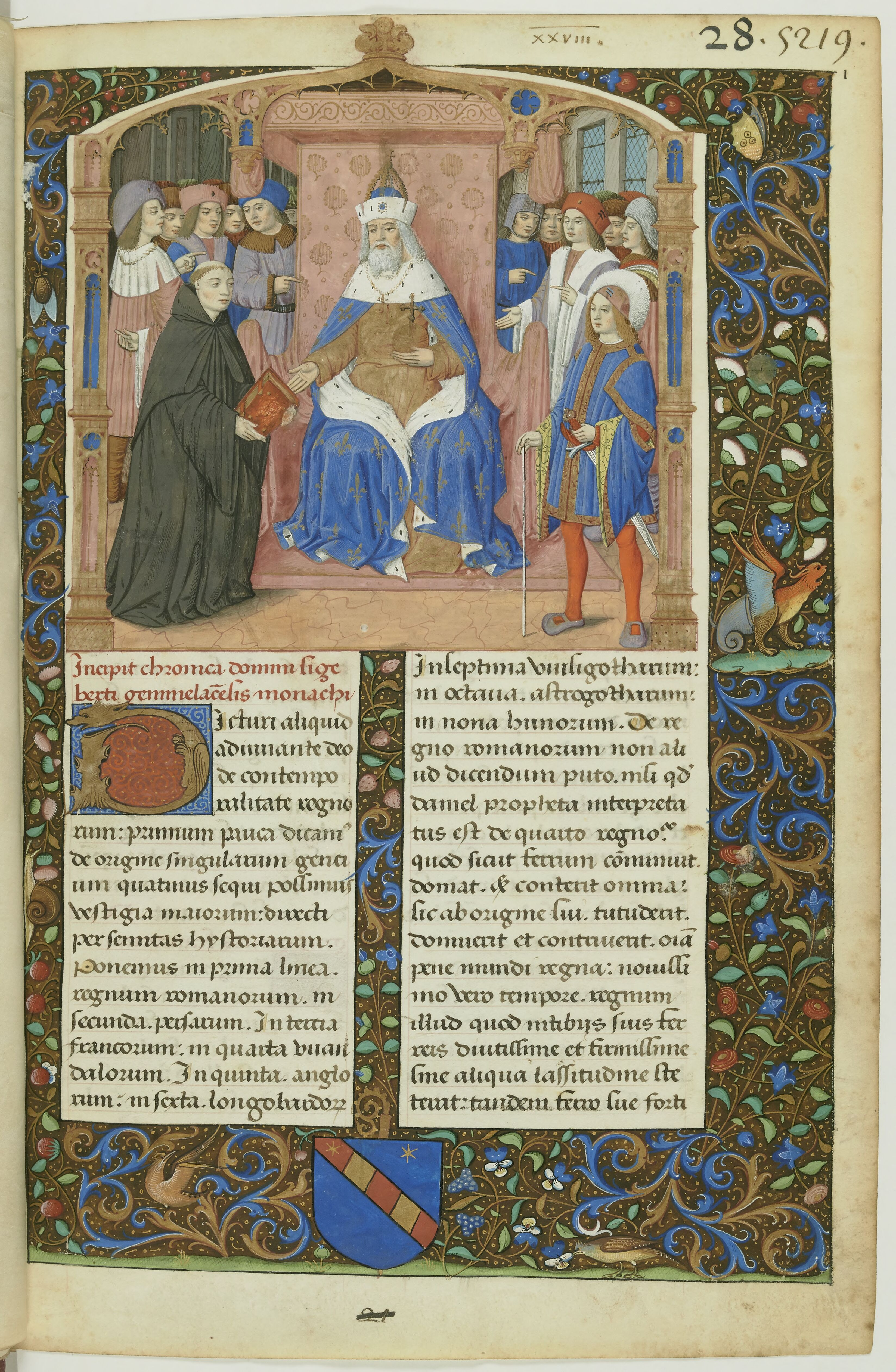
Frontispice de la Chronique universelle de Sigebert de Gembloux.

- Commentaire de la Guerre des Gaules de Jules César, traduit par Robert Gaguin et offert par lui à Charles VIII, coll. part[3].
- Chronique universelle de Sigebert de Gembloux, miniature de frontispice, vers 1493-1495, Bibliothèque nationale de France, Lat.4994
- Compilation de Virgiles, Bibliothèque municipale de Dijon, Ms.493[4]
- Livre d’heures à l’usage de Rouen, bibliothèque municipale de Versailles, M 139[5]
- Manuscrit du Livre du roy Modus, 1491-1498, Bibliothèque de Genève, Fr.168
- Livre d'heures à l'usage de Paris, 2 miniatures (f.19 et f.141v), Bibliothèque apostolique vaticane, Vat.Lat.9212
- Livre d'heures "A et L", à l'usage de Rome, 7 miniatures en pleine page et 16 grandes miniatures, dont 2 du maître (David et Saint Grégoire) en collaboration avec le Maître de Martainville et un proche du Maître de la Chronique scandaleuse, vers 1490, ancienne collection Rosenberg, passé en vente chez Christie's le 23 avril 2021 (lot 13)[6]
- Livre d'heures à l'usage de Rome, vers 1500, Bibliothèque Beinecke de livres rares et manuscrits, Ms.411[7]
- Livre d'heures à l'usage de Rome, vers 1500, 3 miniatures en pleine page, 7 grandes miniatures et 5 petites, en collaboration avec un assistant de Jean Pichore, Free Library of Philadelphia, MS Lewis E113[8]

### Incunables peints

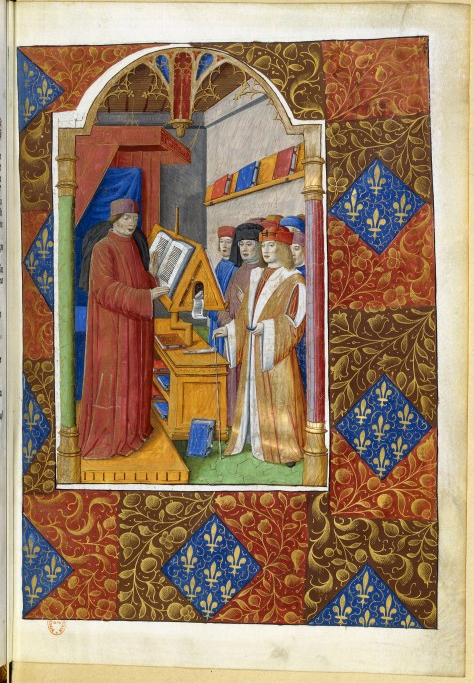
Frontispice de L’Ordinaire des chrétiens, BNF.

- Grandes Chroniques de France, imprimé pour Antoine Vérard en 1493, BNF Vélins 730
- L’Ordinaire des chrétiens, imprimé en 1494, exemplaire destiné à Charles d'Angoulême, BNF Vélins 357
- Lancelot du Lac, imprimé en 1494, exemplaire destiné à Charles d'Angoulême, BNF Vélins 617 entièrement de sa main, Vélin 618-619 en collaboration avec le Maître de Philippe de Gueldre[9]
- Recueil des histoires troiennes, Musée Condé, Chantilly, MC 1080
- Le Jouvencel, coll. part. (ancienne vente Sotheby's)

### Séries de gravures
- Valerius Maximus, [Facta et dicta memorabilia, fr. :] Valère le Grand (trad. et comm. Simon de Hesdin et Nicolas de Gonesse), Paris : [Gillet Couteau(?)] pour Antoine Vérard, [inter X 1499 et VII 1503][10]
- Terentius Afer (Publius), [Comœdiae, fr. :] Térence en français, Paris : [Gillet Couteau(?)] pour Antoine Vérard, [inter X 1499 et 30 V 1503] (gravures en pleine page seulement)[11]
- Robert Gobin, Les Loups ravissants, Paris : pour Antoine Vérard, [circa 1505][12]
- Bartholomaeus Anglicus, [De Proprietatibus rerum, fr. :] Le Livre des propriétés des choses (trad. Jean Corbechon, éd. Pierre Farget), Paris : [Gillet Couteau(?)] pour Antoine Vérard, [paulo post 25 X 1499][13]